# Jean de Villiers (grand maître)
Pour les articles homonymes, voir Jean de Villiers.
Jean de Villiers est le 22e grand maître de l'ordre de Saint-Jean de Jérusalem de 1285 à sa mort en 1294.

## Biographie
Il apparait pour la première fois le 6 juillet 1269, Jean de Villiers se rend en Terre sainte à la demande du grand maître Hugues Revel. Il est commandeur de Tripoli le 3 avril 1277, puis prieur de France en 1282.
Il est élu grand maître à l'été 1285. Il reste en France pour régler les nombreux problèmes de l'Ordre. Le 21 août 1286 il se trouve à Puymoisson en Provence pour essayer de mobiliser des secours pour la cause chrétienne, mais ces efforts sont un peu vains. Il vend des possessions hospitalières de Blois à l'abbaye de Marmoutier, il reste en France pour ce procurer des finances, ce qu'il réussira mieux puisqu'il se rend en Terre sainte avec d'importants subsides.
C'est Jacques de Taxi, qui est grand commandeur à Saint-Jean-d'Acre, qui devient alors lieutenant de l'Ordre ad interim, peut-être le 27 juin 1286 dans l'attente de l'arrivée du grand maître.

## Grand maître de l'Ordre
Villiers arrive en Orient à l'automne 1286. Le 28 octobre 1288, il préside à Saint-Jean-d'Acre un chapitre général,.
Le 17 mars 1289 les Chrétiens durent faire face au siège de Tripoli. Toutes les forces chrétiennes furent mobilisées, le connétable Amaury de Lusignan, le contingent du roi de France sous les ordres de Jean de Grailly, les Templiers sous les ordres de Geoffroy de Vandac, les Hospitaliers aux ordres du maréchal Matthieu de Clermont et des galères vénitiennes et génoises ou des bateaux pisans. La destruction de la vieille tour de l’Évêque et de la tour neuve des Hospitaliers scelle la chute de la ville le 26 avril 1289. Amaury de Lusignan, Jean de Grailly, Geoffroy de Vandac et Matthieu de Clermont réussirent à s'échapper par la mer. Les chroniques de l'époque sont discrètes sur le rôle du grand maître de Villiers. Les places fortes de Nephin, possession des Hospitaliers, et Batroun tombent entre les mains des Mamelouks. Seuls en Terre sainte restaient Saint-Jean-d'Acre, Haïfa, Sidon, Tyr et Beyrouth. La mort de Al-Mansûr Sayf ad-Dîn Qala'ûn al-Alfi laisse un répit aux Chrétiens mais son fils Al-Ashraf Salah ad-Dîn Khalil ben Qala'ûn avait juré à son père de prendre Saint-Jean-d'Acre.

## La perte de Saint-Jean-d'Acre
Les forces de Saint-Jean-d'Acre étaient réparties en quatre éléments : la première sous les ordres de Jean de Grailly et d'Othon de Grandson ; la deuxième aux ordres du chef chypriote et du lieutenant des Teutoniques ; la troisième aux ordres de de Villiers et du grand maître de l'ordre de Saint-Thomas d'Acre et la quatrième sous les ordres des grands maîtres des Templiers et de Saint-Lazard. Les troupes de Al-Achraf Khalîl se regroupent sous les murs de Saint-Jean-d'Acre de 5 avril 1291 et passent à l'attaque le 12 avril. Les assiégés tentent sans succès plusieurs sorties, même l'arrivée de renforts envoyés par le roi de Chypre, le 4 mai, furent sans effet. Lors de l'assaut du 16 mai une brèche est ouverte près de la porte Saint-Antoine mais les Templiers et les Hospitaliers avec à leur tête Matthieu de Clermont réussissent à repousser les Mamelouks. Pendant ce répit, les femmes et les enfants embarquent mais les bateaux ne peuvent appareiller compte tenu de l'état de la mer. Le 18 mai, l'ennemi reprend ses assauts, à la porte Saint-Antoine, Matthieu de Clermont réussit à les repousser mais il est pris à revers par d'autres troupes qui avaient franchi la muraille. Les grands maîtres du Temple et de l'Hospital, avec des chevaliers syriens et chypriotes tentent de les arrêter. Le grand maître Guillaume de Beaujeu est blessé sous l'aisselle et meurt peu après, Jean de Villiers lui aussi blessé mais sauvé par des valets d'armes est soustrait à l'ennemi et emmené sur un bateau avec sept chevaliers hospitaliers, les seuls survivants, Matthieu de Clermont succombe près de la rue des Génois. Les Pisans à la porte Saint-Romain, les chevaliers de Saint-Thomas près de l'église Saint-Léonard, Jean de Grailly et Othon de Grandson à la porte Saint-Nicolas et à la tour du Légat lâchèrent pied, les Mamelouks étaient maître de la ville, les femmes et enfants réduits en esclavage, tous les hommes furent passés par les armes. Son sauvetage dut provoquer des remous dans l'Ordre et la lettre de justification qu'il adresse à Guillaume de Villaret, prieur de Saint-Gilles et futur grand maître, n'y est pas étrangère.

## Grand maître à Chypre
Réfugié à Limassol au château de Kolossi, Jean de Villiers sera occupé par la tenue d'un chapitre général du 6 octobre 1292. Il voulait mettre les Hospitaliers en possibilité d'une reconquête de la Terre sainte. Il bénéficie toujours d'une popularité persistante en réformant le mode d'élection du grand maître. Les postulants étaient toujours aussi nombreux et les recrutements sont soumis à l'approbation du grand maître sauf en terre de Reconquista. Il se prépara à la défense du royaume de Chypre et à la protection du royaume d'Arménie, tous deux menacés par les Mamelouks.
La mort de Jean de Villiers intervient dans les semaines qui suivent l'organisation d'un second Chapitre général du 20 octobre 1293.

## Sources bibliographiques
- Judith Bronstein, The Hospitallers and the Holy Land: Financing the Latin East, 1187-1274, 2005
- Pierre-Vincent Clavery  article « Jean de Villiers » in Nicole Bériou (dir. et rédacteur), Philippe Josserand (dir.) et al. (préf. Anthony Luttrel & Alain Demurger), Prier et combattre : Dictionnaire européen des ordres militaires au Moyen Âge, Fayard, 2009, 1029 p. (ISBN 978-2-2136-2720-5, présentation en ligne)
- Joseph Dellaville Le Roulx, Les Hospitaliers en Terre sainte et à Chypre (1100-1310), Paris, Ernest Leroux, 1904

- Bertrand Galimard-Flavigny, Histoire de l'ordre de Malte, Paris, Perrin, 2006